# Demetrio Molina
Demetrio Molina (Oruro, Bolivia - Zepita, Perú; 1858) fue un militar boliviano que se desempeñó como comandante general del Departamento de La Paz durante el Combate de Pucarani de 1855.

## Biografía

### Primeros años
Nació en la ciudad de Oruro y en su juventud se enlistó como cadete en el cuerpo de artillería, asistiendo a las batallas de la Guerra contra la Confederación Perú-Boliviana. Así mismo y ostentando ya el rango de mayor, participó en la Batalla de Ingavi de noviembre de 1841 entre las tropas bolivianas que se encontraban bajo el mando del mariscal José Ballivián Segurola.

### Combate de Vitichi de 1848
Después de Ingavi, Molina ascendió al grado de teniente coronel y pasó a servir en los cuerpos de caballería del Ejército de Bolivia estando también en el Combate de Vitichi. Siendo comandante de los Coraceros se amotinó a favor del entonces coronel Manuel Isidoro Belzu proclamándolo como Presidente de Bolivia, peleando en la Batalla de Yamparáez y en otras acciones en defensa de los gobierno de Belzu y Córdova.

### Combate de Pucarani de 1855
El 18 de septiembre de 1855 reunió a 120 hombres en la ciudad de La Paz y se dirigió rumbo a la localidad paceña de Pucarani para combatir a los Linaristas (seguidores de José María Linares) que proclamaron presidente de Bolivia a Linares y se habían atrincherado en la iglesia de aquella localidad. Después de treinta minutos de refriega, las tropas de Molina lograron vencer a los revoltosos en lo que se conoció en la Historia de Bolivia como el Combate de Pucarani de 1855.

### Encarcelamiento y confinamiento
Una vez que el expresidente Jorge Córdova fuera derrocado del poder en octubre de 1857, el coronel Demetrio Molina sufrió una terrible persecución política por parte del nuevo gobierno pues el presidente José María Linares lo trató con mucha crueldad ya que nunca le perdonó a Molina lo que ocurrió con sus seguidores (Linaristas) en Pucarani hace apenas unos dos años atrás en 1855, por lo que el presidente Linares ordenó a los custodios policiales que mantengan a Demetrio Molina engrillado durante un largo tiempo en las cárceles, según el relato del historiador boliviano Nicanor Aranzáes (1849-1927) en su libro las "Revoluciones de Bolivia". Al final, Linares se compadeció de Molina y decidió nomás liberarlo, confinándolo al destierro en la entonces lejana y deshabitada Provincia de Chiquitos ubicada en el Departamento de Santa Cruz con el objetivo de que no se convierta en un estorbo revolucionario para su gobierno.

### Fallecimiento
Demetrio Molina logró salir de su confinamiento, pero esta vez decidió retirarse completamente de la vida pública y política del país, autoexiliándose en el Perú. Semanas después, falleció en el mes de febrero de 1858 mientras se encontraba viviendo en el poblado de Zepita ubicado la Provincia de Chucuito del Departamento de Puno muy cerca de la frontera entre Bolivia y Perú.